# Milestone (circonscription saskatchewanaise)
Pour les articles homonymes, voir Milestone.
Circonscription électorale provinciale du Canada
Milestone (initialement South Regina) est une circonscription électorale provinciale de la Saskatchewan au Canada. Elle est représentée à l'Assemblée législative de la Saskatchewan de 1905 à 1975.
Issue des 25 premières circonscriptions de la nouvelle province de la Saskatchewan en 1905, elle est fusionnée avec la circonscription de Bengough pour former Bengough-Milestone également avec des parties de Thunder Creek et Qu'Appelle en 1975.

## Géographie
Le territoire de la circonscription fait maintenant partie de la circonscription de Indian Head-Milestone.

## Liste des députés
| Parlement                                            | Années       | Député                   | Député                       | Parti                     |
| South Regina                                         | South Regina | South Regina             | South Regina                 | South Regina              |
| ---------------------------------------------------- | ------------ | ------------------------ | ---------------------------- | ------------------------- |
| 1re                                                  | 1905–1908    |                          | James Alexander Calder       | Libéral                   |
| Milestone                                            |              |                          |                              |                           |
| 2e                                                   | 1908–1912    |                          | Albert Eugene Whitmore (en)  | Provincial Rights (en)    |
| 3e                                                   | 1912–1917    |                          | Bernard Larson (en)          | Libéral                   |
| 4e                                                   | 1917–1921    |                          | Bernard Larson (en)          | Libéral                   |
| 5e                                                   | 1921–1923    |                          | Bernard Larson (en)          | Libéral                   |
| 5e                                                   | 1923-1925    | Frederick Birthall Lewis |                              | Libéral                   |
| 6e                                                   | 1925–1929    | Frederick Birthall Lewis |                              | Libéral                   |
| 7e                                                   | 1929–1934    |                          | Joseph Victor Patterson (en) | Indépendant, conservateur |
| 8e                                                   | 1934–1938    |                          | William Pedersen (en)        | Libéral                   |
| 9e                                                   | 1938–1944    |                          | William Pedersen (en)        | Libéral                   |
| 10e                                                  | 1944–1948    |                          | Frank Keem Malcolm (en)      | CCF                       |
| 11e                                                  | 1948–1952    | Jacob Walter Erb         |                              | CCF                       |
| 12e                                                  | 1952–1956    | Jacob Walter Erb         |                              | CCF                       |
| 13e                                                  | 1956–1960    | Jacob Walter Erb         |                              | CCF                       |
| 14e                                                  | 1960–1962    | Jacob Walter Erb         |                              | CCF                       |
| 14e                                                  | 1962-1964    | Jacob Walter Erb         |                              | Libéral                   |
| 15e                                                  | 1964–1967    |                          | Cyril Pius MacDonald         | Libéral                   |
| 16e                                                  | 1967–1971    |                          | Cyril Pius MacDonald         | Libéral                   |
| 17e                                                  | 1971–1975    |                          | Cyril Pius MacDonald         | Libéral                   |
| Circonscription redistribuée dans Bengough-Milestone |              |                          |                              |                           |